# Эгьян
Эгья́н (фр. Eyguians, окс. Aiguians) — коммуна во Франции, находится в регионе Прованс — Альпы — Лазурный Берег. Департамент коммуны — Верхние Альпы. Входит в состав кантона Ларань-Монтеглен. Округ коммуны — Гап.
Код INSEE коммуны — 05053.

## Население
Население коммуны на 2008 год составляло 243 человека.
| 1962 | 1968 | 1975 | 1982 | 1990 | 1999 | 2008 |
| ---- | ---- | ---- | ---- | ---- | ---- | ---- |
| 198  | 227  | 213  | 191  | 203  | 237  | 243  |

## Экономика
В 2007 году среди 155 человек в трудоспособном возрасте (15—64 лет) 117 были экономически активными, 38 — неактивными (показатель активности — 75,5 %, в 1999 году было 71,2 %). Из 117 активных работали 110 человек (60 мужчин и 50 женщин), безработных было 7 (3 мужчин и 4 женщины). Среди 38 неактивных 13 человек были учениками или студентами, 16 — пенсионерами, 9 были неактивными по другим причинам.